# Brampton en le Morthen
Brampton en le Morthen – przysiółek w Anglii, w South Yorkshire, w dystrykcie Rotherham, w civil parish Thurcroft. Leży 7,3 km od miasta Rotherham, 13 km od miasta Sheffield i 223,4 km od Londynu. W 1921 roku civil parish liczyła 1170 mieszkańców. Brampton en le Morthen jest wspomniane w Domesday Book (1086) jako Brantone.